# Luis Alberto Lacalle Pou

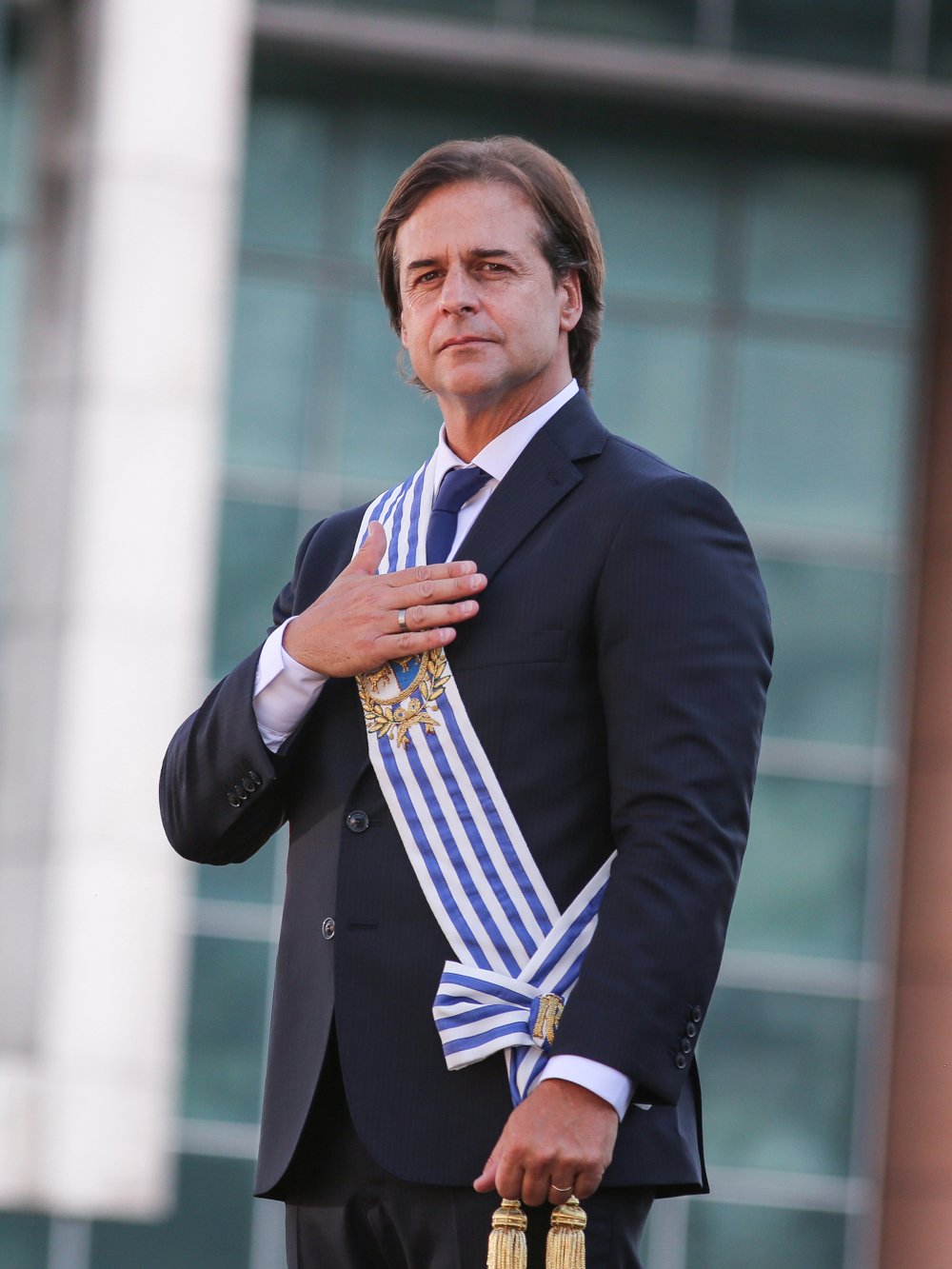
Luis Alberto Lacalle Pou, 2020

Luis Alberto Aparicio Alejandro Lacalle Pou (* 11. August 1973 in Montevideo) ist ein uruguayischer Rechtsanwalt und Politiker. Vom 1. März 2020 bis zum 1. März 2025 war er der 42. Präsident von Uruguay. Er gilt als konservativ.

## Leben
Luis Lacalle Pou ist der Sohn des ehemaligen Präsidenten Luis Alberto Lacalle Herrera und seiner Frau, der Senatorin Julia Pou. Seine zwei Geschwister heißen Pilar und Juan José. Zudem war unter seinen väterlichen Vorfahren der populäre Politiker Luis Alberto de Herrera (1873–1959). Er war Schüler an einer britischen Schule in Montevideo, studierte Jura an der Katholischen Universität von Montevideo und schloss 1998 ab. Er ist Mitglied der Partido Nacional. Seit 2000 ist er Abgeordneter, als er das Mandat seiner Mutter übernahm.
Lacalle Pou kandidierte in den Vorwahlen vom 1. Juni 2014 und wurde als Einzelkandidat für die Präsidentschaftswahlen gewählt. Er erreichte dabei 31,9 % und unterlag Tabaré Vázquez (Frente Amplio, 49,5 %).
2019 kandidierte er nochmals in den Vorwahlen vom 30. Juni 2019 und wurde als Einzelkandidat für die Präsidentschaftswahlen gewählt. Beatriz Argimón wurde seine Kandidatin für das Amt des Vizepräsidenten. Nachdem er bei den Wahlen am 27. Oktober mit 28,6 % der Stimmen zweiter hinter Daniel Martínez (Frente Amplio) (39,2 %) geworden war, setzte er sich in der Stichwahl am 24. November mit 50,8 % (gegen 49,2 %) durch. Bei der Stichwahl um das Präsidentenamt erhielt er Unterstützung durch „Liberale, Konservative und Apologeten des Militärregimes von 1973 bis 1985.“ Er trat sein Amt am 1. März 2020 an und leitet das Kabinett Lacalle Pou.
Im ersten Jahr seiner Präsidentschaft führt er steuerliche Maßnahmen ein, die reiche Ausländer begünstigen. Ein Dekret erlaubt es ihnen, elf Jahre lang keine Steuern auf Investitionseinkommen zu zahlen, wenn sie mindestens 90 Tage pro Jahr im Land verbringen und eine Immobilie im Wert von mindestens 500.000 USD kaufen oder mindestens 1,8 Millionen USD in ein uruguayisches Unternehmen investieren.
Die Pläne der Regierung, öffentliche Unternehmen wie die Telekommunikationsgesellschaft ANTEL, den Hafen von Montevideo und die nationale Ölgesellschaft ANCAP zu privatisieren, führten am 15. September 2021 zu großen Demonstrationen im Rahmen eines gut besuchten 24-stündigen Generalstreiks, zu dem die Gewerkschaftsbewegung aufgerufen hatte. Die Streikenden und Demonstranten wollen von der Regierung auch Maßnahmen zur Bekämpfung der Arbeitslosigkeit und eine Erhöhung der Niedriglöhne erreichen.
Im Rahmen einer 2023 verabschiedeten Rentenreform wird das Renteneintrittsalter schrittweise von 60 auf 65 Jahre angehoben.
Im Jahr 2024 erstattete Marcelo Abdala, Präsident des Gewerkschaftsverbandes PIT-CNT, im Namen des Verbandes Anzeige bei der ILO gegen Pous Regierung. Hintergrund ist ein seit dem 1. April 2024 geltendes Gesetz über Kürzungen von Lohnfortzahlungen für Staatsangestellte. Die neue Regelung hatte im April 2024 bereits zu Demonstrationen geführt. Die Anzeige wird von internationalen Arbeitnehmerverbänden unterstützt.
Bei den Wahlen in Uruguay 2024 wurde Yamandú Orsi vom konkurrierenden Linksbündnis Frente Amplio zu seinem Nachfolger als Präsident gewählt. Dieser trat sein Amt am 1. März 2025 an.

## Privates
Ab 2000 war Lacalle Pou mit Lorena Ponce de León, einer Landschaftsarchitektin, verheiratet. Gemeinsam haben sie drei Kinder. Im Jahr 2022 gab das Paar seine Trennung bekannt.